# Anisodes maculidiscata
Anisodes maculidiscata là một loài bướm đêm trong họ Geometridae.